# Sergio Osvaldo Buenanueva
Sergio Osvaldo Buenanueva (San Martín, Província de Mendoza, Argentina, 19 de dezembro de 1963) é um clérigo católico romano e bispo de San Francisco.
Sergio Osvaldo Buenanueva recebeu o sacramento da ordenação em 28 de setembro de 1990.
Em 16 de julho de 2008, o Papa Bento XVI o nomeou bispo titular de Rusubbicari e o nomeou bispo auxiliar em Mendoza. O Arcebispo de Mendoza, José María Arancibia, o ordenou episcopal em 27 de setembro do mesmo ano; Os co-consagradores foram o bispo de Villa María, José Ángel Rovai, e o bispo emérito de Zárate-Campana, Rafael Eleuterio Rey.
Em 31 de maio de 2013, o Papa Francisco o nomeou Bispo de São Francisco. A posse ocorreu em 25 de agosto do mesmo ano. 